# Грамматикопулос, Панайотис
Панайотис Грамматикопулос (греч. Παναγιώτης Γραμματικόπουλοσ; род. 17 мая 1959, Казахская ССР) — греческий тяжелоатлет. Участник летних Олимпийских игр 1992 года.

## Биография
Панайотис Грамматикопулос родился 17 мая 1959 года в Казахской ССР (сейчас Казахстан).
Трижды участвовал в чемпионатах мира: в 1989 году в Афинах занял 16-е место в весе до 67,5 кг с результатом 282,5 кг, в 1990 году в Будапеште — 17-е в весе до 75 кг (297,5 кг), в 1991 году в Донауэшингене — 12-е в весе до 75 кг (305,0 кг).
Трижды выступал на чемпионатах Европы: в 1991 году во Владиславово занял 5-е место в весе до 75 кг (310 кг), в 1992 году в Сексарде — 10-е в весе до 75 кг (307,5 кг), в 1994 году в Соколове — 11-е в весе до 70 кг (302,5 кг).
В 1992 году вошёл в состав сборной Греции на летних Олимпийских играх в Барселоне. В весовой категории до 75 кг занял 25-е место, подняв в сумме двоеборья 302,5 кг (130 кг в рывке + 172,5 кг в толчке) и уступив 55 кг завоевавшему золото Фёдору Касапу из Объединённой команды.